# Bill Roycroft
James William George Roycroft (conocido como Bill Roycroft; 17 de marzo de 1915-29 de mayo de 2011) fue un jinete australiano que compitió en la modalidad de concurso completo.
Participó en cinco Juegos Olímpicos de Verano entre los años 1960 y 1976, obteniendo tres medallas: oro en Roma 1960, bronce en México 1968 y bronce en Montreal 1976.

## Palmarés internacional
| Juegos Olímpicos | Juegos Olímpicos          | Juegos Olímpicos  | Juegos Olímpicos |
| Año              | Lugar                     | Medalla           | Categoría        |
| ---------------- | ------------------------- | ----------------- | ---------------- |
| 1960             | Roma (Italia)             | Medalla de oro    | Por equipos      |
| 1968             | Ciudad de México (México) | Medalla de bronce | Por equipos      |
| 1976             | Montreal (Canadá)         | Medalla de bronce | Por equipos      |